# Pokémon the Movie: Kyurem vs. the Sword of Justice
Pokémon the Movie: Kyurem vs. the Sword of Justice, originalmente lançado no Japão como Pocket Monsters Best Wishes! O Filme: Kyurem vs. o Sagrado Espadachim: Keldeo (劇場版ポケットモンスター ベストウイッシュ キュレムVS聖剣士 ケルディオ, Gekijōban Poketto Monsutā Besuto Uisshu Kyuremu tai Seikenshi: Kerudio) é o décimo quinto filme baseado do anime Pokémon e o segundo filme da série Pokémon Black & White. O filme foi lançado em 14 de julho de 2012 no Japão. Kyurem vs. os Sagrados Espadachins foi revelado pela primeira vez durante o teaser trailer após o término dos anteriores filmes Victini e o Herói Preto: Zekrom e Victini e o Herói Branco: Reshiram (mais tarde lançado internacionalmente como Pokémon, O Filme: Branco-Victini e Reshiram e Preto-Victini e Zekrom.) Os japoneses mostram Oha Suta que revelou um reboque 15 minutos do filme, enquanto revela seu título provisório. A edição de janeiro da CoroCoro Comic também revela a data de lançamento do filme, que foi em 14 de julho de 2012.
O filme foi exibido nos Estados Unidos no dia 8 de Dezembro de 2012 no Cartoon Network na televisão norte-americana. No Brasil também foi exibido no dia 1 de Novembro de 2013 no Cartoon Network. E em Portugal foi exibido no dia 25 de Dezembro de 2013 no Biggs.

## Sinopse
Ash e Co. se dirijem a Rooshan/Roushan. Enquanto em um trem passando pelas montanhas, Ash encontra um Pokémon ferido que nunca havia visto antes, desmaiado. Esta é uma ilusão do Pokémon Keldeo, que diz ser o sucessor de Cobalion e Co., os mestres da Espada Sagrada que protegem o mundo. Nesse momento, Kyurem aparece e começa a atacar, mudando para Kyurem Preto e Kyurem Branco fazendo isso. Isto bloqueia o caminho de Ash e Co. até Keldeo. Ash e Co. conseguem escapar da perseguição de Kyurem, por um triz. A batalha se enfurece entre Kyurem, caçando Keldeo, e o trem e o balão de ar quente no céu. Podem Keldeo, Ash e Co. superar esse perigo?
Foi mais tarde revelado que este filme irá mostrar o Pokémon lendário Keldeo e as formas alternativas de Kyurem: Kyurem Preto e Kyurem Branco. Este filme também virá junto com um curta especial: O Recital Cintilante de Meloetta.

## Personagens
- Ash Ketchum
- Pikachu
- Iris
- Dent/Cilan
- Kyurem
- Cobalion
- Terrakion
- Virizion
- Keldeo
- Axew

## Elenco de dublagem

### Personagens
| Personagem      | Seiyūs (Japoneses) | Dubladores (Americanos) | Dubladores (Brasileiros) | Dobradores (Portugueses) |
| --------------- | ------------------ | ----------------------- | ------------------------ | ------------------------ |
| Satoshi/Ash     | Rica Matsumoto     | Sarah Natochenny        | Fábio Lucindo            | Raquel Rosmaninho        |
| Pikachu         | Ikue Ohtani        | Ikue Ohtani             | Ikue Ohtani              | Ikue Ohtani              |
| Iris            | Aoi Yūki           | Eileen Stevens          | Agatha Paulita           | Isabel Queirós           |
| Dent/Cilan      | Mamoru Miyano      | Jason Griffith          | Alex Minei               | Pedro Manana             |
| Musashi/Jessie  | Megumi Hayashibara | Michele Knotz           | Isabel Cristina de Sá    | Raquel Rosmaninho        |
| Kojirō/James    | Shin-ichiro Miki   | Carter Cathcart         | Márcio Araújo            | Pedro Mendonça           |
| Nyarth/Meowth   | Inuko Inuyama      | Carter Cathcart         | Armando Tiraboschi       | Mário Santos             |
| Narrador        | Unshō Ishizuka     | Ken Gates               | Fábio Moura              | Mário Santos             |
| Kyurem          | Katsumi Takahashi  | Marc Thompson           | Tatá Guarnieri           |                          |
| Keldeo          | Shoko Nakagawa     | Marc Thompson           | Bruno Mello              |                          |
| Terrakion       | Hiroki Yasumoto    | ???                     | Gilmar Lourenço          |                          |
| Virizion        | Takako Honda       | ???                     | Paloma Mendonça          |                          |
| Cobalion        | Kōichi Yamadera    | ???                     | Ramon Campos             |                          |
| Anciã           | Wasabi Mizuta      | Kayzie Rogers           | Denise Reis              |                          |
| Enfermeira Joy  | Chika Fujimura     | Alyson Rosenfeld        | Samira Fernandes         | Joana Carvalho           |
| Malin/Vendedora | ???                | ???                     | Flora Paulita            |                          |

### Versão Brasileira
Dublagem realizada por Centauro Comunicaciones em cooperação com SDI Media.
- Produtor Executivo: Kenji Okubo

- Produtor: Gareth Howells
- Produtor de localização: Eric Heath
- Supervisor de produção: Hilary Thomas
- Coordenador de localização: Jay Blake
- Produção: Centauro Comunicaciones
- Produção Assistente: Antonio Figueiredo e Andrea Nieto
- Supervisor de Som: João Hashimoto e Léo Macias
- Direção de dublagem: Márcia Regina
- Tradução: Elaine Pagano
- Adaptação: Márcia Regina
- Mixagem: SDI Media Poland
- Edição: SDI Media Poland
- Versão brasileira de "Rival destinies" (Vamos conseguir)
- Performance: Iuri Stocco e Maíra Paris
- Letra: Pedro Sangali
- Versão brasileira de "It's all inside of you" (Está tudo em você)
- Performance: Maíra Paris
- Letra: Pedro Sangali

### Versão Portuguesa
Dublagem realizada por Cinemágica Ltda. em colaboração com SDI Media.
- Produtor Executivo: Kenji Okubo
- Produtor: Toshifumi Yoshida
- Linha de Produção: Gareth Howells
- Produtor de Locação: Eric Heath
- Supervisor de Produção: Donaven Brines
- Coordenador de Locação: Jay Blake
- Design do Logo do Filme: Eric Medalle, John Moore
- Produção: SDI Media em associação com Cinemágica Ltda.
- Assistentes de Produção: Amélia Almeida, Beni Castiñeira, Paweł Przedlacki
- Supervisor de Som: Elisabete Pinto
- Direção de Vozes/ADR Engenharia: Zélia Santos, Gil Russa
- Mix: SDI Media Poland
- Edição de Vídeo Online: Mateusz Woźnicka, Marcin Hendiger
- Título de Sequência da Animação: Mateusz Woźnicka, Marcin Hendiger
- Adaptação do Script: Sérgio Figueiredo
- Tradução do Script: Sérgio Figueiredo
- Cronometragem do Script: Amélia Almeida
- Versão portuguesa de "Rival Destinies", Letras de: João Guimarães
- Performado por: Sissi Martins, Ruben Madureira
- Versão portuguesa de "It's All Inside of You", Letras de: João Guimarães
- Performado por: Diana Martinez

## Histórico de lançamento
| País           | Data de lançamento     |
| -------------- | ---------------------- |
| Japão          | 14 de Julho de 2012    |
| Estados Unidos | 8 de Dezembro de 2012  |
| Brasil         | 1 de Novembro de 2013  |
| Portugal       | 25 de Dezembro de 2013 |